# Vivesholm (naturreservat)
Vivesholm är ett naturreservat på en halvö med samma namn i Sanda socken i Region Gotland på Gotland.
Området är naturskyddat sedan 2016 och är 100 hektar stort. Reservatet består av strandängar. 